# Leo García (beisbolista)
Leonardo Antonio García Peralta (nacido el 6 de noviembre de 1962 en Santiago) es un ex jardinero central dominicano que jugó en las Grandes Ligas de Béisbol con los Rojos de Cincinnati de 1987 a 1988. Firmado como amateur por los Chicago White Sox en 1980, luego adquirido por los Reds en 1982. Debutó el 6 de abril de 1987 y logró impulsar una carrera en su debut, además ocasionalmente se desempeñaba como bateador emergente. Su último partido en las Grandes Ligas fue el 1 de junio de 1988. Terminó su carrera con promedio de .172, 10 hits, 1 doble, 1 jonrón, 2 carreras impulsadas, 10 anotadas, 3 bases robadas, 2 veces atrapado, 8 bases por bolas, 13 ponches en 54 juegos y 58 turnos al bate. Actualmente es el entrenador de bateo del equipo de novatos Arizona League Dodgers.